# Josep Montserrat i Torrents

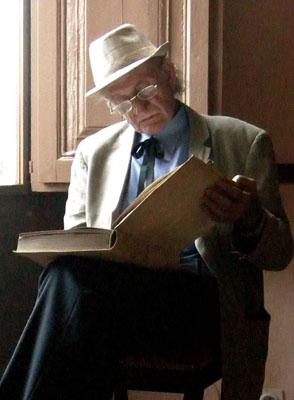
Josep Montserrat i Torrents (2010)

Josep „José“ Montserrat Torrents (* 1932 in Barcelona; † 21. April 2025) war ein spanischer Lehrer, Philosoph, Koptologe und Historiker.

## Leben und Werk
Er studierte in Barcelona, Rom, Münster, Paris und Benares. Er war aktiver Mitarbeiter der katalanischen Presse anlässlich des Zweiten Vatikanischen Konzils (1962–1965), daraufhin wurden seine Zeitungsartikel von 1966 bis 1977 zensiert. Montserrat arbeitete seit 1954 als Lehrer; aufgrund seiner Aktivitäten gegen Franco lehnte es die Regierung 1968 ab, ihm das sogenannte „Zertifikat guten politischen Verhaltens“ zu erteilen, weswegen er nicht weiter unterrichten konnte.
1968 wurde er an der Gregorianischen Universität (Rom) zum Doktor der Theologie, 1977 an der Universität Barcelona zum Doktor der Philosophie promoviert. Seit 1976 arbeitete er als Philosophieprofessor an der Autonomen Universität Barcelona, wo er seit 1996 einen Lehrstuhl innehatte; seit 2002 war er Emeritus.
Er war Koautor des Manifests von Bellaterra und Sekretär des Dritten Katalanischen Universitätskongresses (April 1978). Er war Gastprofessor an der Katholischen Universität Chile, an der Venice International University und Directeur d’Etudes Invité an der École Pratique des Hautes Études. Er war Gründer der Hochschule für Ägyptologie am Ägyptischen Museum in Barcelona.
Montserrat starb im April 2025 im Alter von 92 Jahren.

## Werk
Montserrat Torrents übersetzte und edierte philosophische und religionsgeschichtliche Fachliteratur sowie Texte abendländischer Philosophen, Epiktet und Platon, sowie Texte der Vorsokratiker und der Gnostiker ins Spanische.
Außerdem war er als Publizist für mehrere spanische Zeitschriften und Rundfunkanstalten tätig.

### Bücher
- Matrimonio, divorcio, separación: nuevas perspectivas. Editorial Península, Barcelona 1970.
- The Abandoned Spouse. Bruce, Milwaukee 1970.
- Estudios sobre Metodio de Olimpo. Eset, Vitoria 1970.
- Las elecciones episcopales en la historia de la Iglesia. Editorial Pòrtic, Barcelona 1972.
- Los gnósticos. Gredos. Vol. I, II, Madrid 1983, Reedition 2002.
- Las transformaciones del platonismo. Publicacions de la Universitat Autònoma de Barcelona, Barcelona 1987.
- La sinagoga cristiana. El gran conflicto religioso del siglo I. Muchnik, Barcelona 1989; Reedition: Trotta, Madrid 2005.
- El desafío cristiano. Las razones del perseguidor. Anaya y Mario Muchnik, Madrid 1992.
- Platón. De la perplejidad al sistema. Editorial Ariel, Barcelona 1995.
- El barquer dels déus (novel.la). Publicacions de la Universitat Autònoma de Barcelona, Barcelona 2005.
- El evangelio de Judas. EDAF, Madrid 2006.
- Jesús, el galileo armado. Historia laica de Jesús. Edaf, Madrid 2007.
- El maniqueísmo mit F. Bermejo. Textos y fuentes. Trotta. Madrid 2008.
- El silencio de Tácito (novela). Ediciones B, Barcelona / México 2010.

### Übersetzungen und Textausgaben
- I. Introducción general. Exposición sobre el alma. Apócrifo de Juan. Allógenes. La hipóstasis de los arcontes. Sobre el origen del mundo. Asclepio. Enseñanza autorizada. Platón, La República. In Antonio Piñero, José Montserrat, Francisco García Bazán, Textos gnósticos. Biblioteca de Nag Hammadi I: Tratados filosóficos y cosmológicos, Trotta, Madrid, 1997.
- Evangelio de María. In Antonio Piñero, José Montserrat, Francisco García Bazán, Textos gnósticos. Biblioteca de Nag Hammadi II: Evangelios, hechos, cartas. Trotta, Madrid, 2000.
- Apocalipsis de Pablo. Segundo apocalipsis de Santiago. El Pensamiento de Nuestro Gran poder. Melquisedec. Testimonio de la verdad. La interpretación del conocimiento. In Antonio Piñero, José Montserrat, Francisco García Bazán, Textos gnósticos. Biblioteca de Nag Hammadi III: Apocalipsis y otros escritos. Trotta, Madrid, 2001.